# الجمعة (أغنية)
الجمعة (بالإنجليزية Friday) هي أغنية من تأليف جي كلارنس وويلسون باتريس بصوت المغنية ريبيكا بلاك من اناهيم بولاية كاليفورنيا، تم إصدارها كأغنية فيديو كليب واحدة في 10 فبراير 2011، ثم عرضت لأول مرة في متجر iTunes في 14 مارس 2011، «الجمعة» التي أنتجها مصنع موسيقى ARK المملوك من J. وويلسون.
ابتداء من يوم الجمعة الماضي 11 مارس 2011 ارتفع عدد المشاهدين والمهتمين ب الموسيقى والفيديو من 3000 إلى أكثر من 75 مليون على موقع يوتيوب في شهر واحد، وحقق نجاحا كبيرا وأصبح فيديو سريع الانتشار. وتعدّى عدد الزوار للصفحة الـ160 مليونا مع منتصف شهر يونيو/حزيران 2011.
ويعود سبب الزيادة المفاجأة في عدد المشاهدين للفيديو الرسمي للاغنية على موقع اليوتيوب إلى تعليق من برنامج كوميدي فكاهي باسم Tosh.0 على إحدى قنوات شبكة ام تي في الموسيقية وكان التعليق بعنوان «كتابة الأغاني ليست للجميع»، نشرت في 11 مارس. وخلال انتشار الاغنية والفيديو ظهرت هناك فيديوهات ريميكس معدلة بطريقة ساخرة للاغنية. إلى ذلك، ذكرت مجلة «فوربس» ان السمعة السيئة للأغنية ساعدتها على الانتشار، وهذا دليل على قوة وسائل الاعلام الاجتماعية بالخصوص تويتر وفيس بوك وثيمبرال وهذا دليل على تقييم الأشخاص ووصف مشاعرهم واحسيسهم وايصالها بقوة للوجه الآخر من خلال هذه المواقع.